# Genfer Außenministerkonferenz
Die Genfer Außenministerkonferenz war das zweite Treffen der Vier Mächte im Jahr 1959 in Genf. Das erste Außenministertreffen, die Genfer Gipfelkonferenz, fand zuvor im Jahr 1955 in Genf statt. Es war die letzte internationale Konferenz, die sich mit Deutschland befasste. Sie wurde ohne Ergebnis vertagt, weil über Berlin keine Einigung erreicht wurde.

## Verlauf
Im Jahr 1959 trafen sich die Außenminister der USA, der Sowjetunion, Großbritanniens und Frankreichs, um in Genf intensiv über das Deutschlandproblem zu sprechen. Vertreter der USA war Christian A. Herter, der Sowjetunion Andrei A. Gromyko, Großbritannien war durch Selwyn Lloyd vertreten, Frankreich durch Maurice Couve de Murville. Die Bundesrepublik Deutschland, vertreten durch Heinrich von Brentano, Wilhelm Grewe, Georg Ferdinand Duckwitz, und die Deutsche Demokratische Republik, vertreten durch Lothar Bolz, nahmen als Beobachter an der Konferenz teil.
In zwei Sitzungsrunden vom 11. Mai bis 20. Juni und 13. Juli bis 5. August 1959 legten die westlichen Alliierten einen nach dem amerikanischen Außenminister benannten Friedensplan, den Herter-Plan vor. Er war der letzte gemeinsame Vorschlag der Westalliierten für eine Wiedervereinigung Deutschlands.

## Bedeutung
Mit der Genfer Außenministerkonferenz 1959 begann ein Dialog, der während des Besuchs des sowjetischen Regierungschefs Nikita Chruschtschow in den USA vom 15. bis 28. September 1959 fortgesetzt wurde. Zwischen Chruschtschow und US-Präsident Dwight D. Eisenhower wurde eine Übereinkunft über die zeitlich unbefristete Wiederaufnahme der Gespräche über die Berliner Frage getroffen. Außerdem stimmte Eisenhower im Vertrauen auf den schließlichen Sieg des guten Willens der sogenannten Pariser Gipfelkonferenz im Mai 1960 zu. Diese Gipfelkonferenz am 16. Mai 1960 im Pariser Élysée-Palast scheiterte allerdings. Praktisch war damit das Wiedervereinigungsproblem bereits auf der Genfer Außenministerkonferenz auf Eis gelegt worden.